# Daïra d'In Salah
La daïra d'In Salah  est une daïra d'Algérie située dans la wilaya d'In Salah et dont le chef-lieu est la ville éponyme de In Salah.
Le 26 novembre 2019, elle est transformée en wilaya à part entière.

## Walis délégués
Le poste de wali délégué de la wilaya déléguée d'In Salah a été occupé par plusieurs personnalités politiques nationales depuis sa création.
| N° | Wali délégué   | Début           | Fin             | Wilaya de Naissance |
| -- | -------------- | --------------- | --------------- | ------------------- |
| 01 | Lakhdar Seddas | 22 juillet 2015 | 2015 (en cours) |                     |
| 02 |                |                 |                 |                     |

## Communes de la daïra
La daïra est composée de deux communes :
- In Salah
- Foggaret Ezzaouia